# Nalunaerutit
Nalunaerutit [naluˈnɑːʁutˢit] („Bekanntmachungen“) war eine grönländische Zeitung, die von 1905 bis 1952 erschien.

## Geschichte
Die Zeitung erschien erstmals im Januar 1905 und von da an monatlich. Sie wurde anfangs vom Leiter von Grønlands Seminarium, Christian Wilhelm Schultz-Lorentzen herausgegeben und in der Druckerei des Seminariums gedruckt. Sie erschien mit dem Untertitel Ilagîngne kalâliussune kivfartûtilingnut atuagagssiat („Zeitschrift für das Dienstpersonal in der grönländischen Glaubensgemeinde“). Die Nalunaerutit war christlich geprägt und war eine Zeitung für das Schul- und Kirchenwesen, die sich besonders an Katecheten wendete. Sie enthielt sowohl Artikel als auch schematische Informationen wie die Aufzählung aller aktuellen Schüler des Seminariums. Die Nalunaerutit erschien letztmals 1952 und wurde anschließend ab dem 1. April 1953 durch eine zweisprachige grönländisch-dänische Zeitschrift ersetzt.
Der Name Nalunaerutit wird auch für die grönländische Gesetzessammlung benutzt.